# Константин Моисеевич
Константин Моисеевич (Коснятин Мосеовиц; ум. 1119) — новгородский посадник в 1118—1119 годах.

## Посадничество
Новгородским посадником Константин Моисеевич стал после смерти Дмитра Завидича в 1118 году. Однако в следующем году он умер. После его смерти пришлось приглашать в посадники Бориса из Киева. Были найдены две актовые печати, принадлежавшие, как предполагается, посаднику Константину Моисеевичу. На обеих изображение св. Константина в короне без нимба. Среди них лишь одна имеет разборчивую надпись: «Господи поможи рабу твоему».